# Floridsdorfer AC

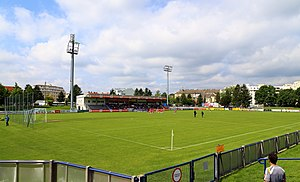
Stadion Klubu Floridsdorfer AC

Floridsdorfer AC – austriacki klub piłkarski, mający siedzibę w stolicy kraju, mieście Wiedeń (dzielnica Floridsdorf). Obecnie występuje w 2. Lidze.

## Historia
Chronologia nazw:
- 1904: Floridsdorfer AC
- 1940: Floridsdorfer AC – po fuzji z SV Amateure FIAT
- 1990: FAC Viktoria Wien – po fuzji z SV Groß Viktoria
- 1997: Floridsdorfer AC
- 2004: Florisdorfer AC-OFR – po fuzji z FK Old Formation-RAG Feibra
- 2007: FAC Team für Wien – po fuzji z Polizeisportvereinigung Wien
- 2014: Floridsdorfer AC

Klub piłkarski Floridsdorfer A.C. został założony w Wiedniu 20 sierpnia 1904 roku. Na początku istnienia rozgrywał jedynie mecze towarzyskie. W 1911 roku zespół startował w pierwszych rozgrywkach mistrzostw Austrii, które początkowo ograniczały się do drużyn wiedeńskich. W debiutowym sezonie 1911/12 zajął 7. miejsce w Erste Klasse. W następnych latach klub najczęściej znajdował się w dolnej połowie tabeli. W 1915 roku zespół po raz pierwszy zwyciężył w Pucharze Austrii, wygrywając 3:1 z SK Admira Wiedeń, ale sukces ten nie został oficjalnie uznany. Zarówno w 1916, jak i 1917 roku zdobył wicemistrzostwo. Dopiero w sezonie 1917/18 klub, dzięki lepszej różnicy bramek, po raz pierwszy, ale także ostatni, został mistrzem Austrii, wyprzedzając Rapid. Do korony mistrza dodał także Puchar (znów nieoficjalne rozgrywki).
Po I wojnie światowej klub występował przeciętnie. W sezonie 1922/23 znalazł się nawet w strefie spadkowej. Liczba klubów w pierwszej klasie została zmniejszona z 13 do 12, tak że jedenasty - w tym przypadku Floridsdorfer AC - musiał spaść do drugiej klasy. W 2. Klasse Nord był drugim w 1924, a rok później, w 1925 roku zdobył mistrzostwo II. Ligi i wrócił do I. Ligi. W następnych latach występował w najwyższej lidze austriackiej, ale nigdy nie przekroczył piątego miejsca w tabeli. W sezonie 1937/38 po zajęciu 8.miejsca musiał spaść, ponieważ cztery kluby musiały pożegnać się z ligą na korzyść nowych klubów z krajów związkowych z powodu rozszerzenia ligi o kluby z całej Austrii.
Od 1938 do 1945 rozgrywki w czasie II wojny światowej były organizowane jako część mistrzostw Niemiec. Austriackie kluby walczyli w Gaulidze, a zwycięzca potem uczestniczył w rozgrywkach pucharowych o tytuł mistrza Niemiec. W 1940 roku do klubu przyłączył się SV Amateure FIAT i z połączonymi siłami startował ponownie na najwyższym poziomie, zwanym Gauliga Ostmark. W 1941 po zmianie nazwy ligi na Gauliga Donau-Alpenland zespół uplasował się na 5.pozycji, w 1943 był trzecim, a w 1944 roku drugim w tabeli ligowej. Następnie po zakończeniu wojny klub występował na pierwszym poziomie austriackiej piramidy piłki nożnej. W sezonie 1953/54 po raz ostatni zagrał w pierwszej lidze, po zajęciu 14.miejsca w Staatsliga A, klub spadł do Staatsliga B. W 1956 klub został zdegradowany do Wiener Stadtliga (D3). W sezonie 1959/60 zespół wrócił do Regionalliga Ost (D2), jednak nie utrzymał się na drugim poziomie. Następny występ w drugiej lidze był notowany w sezonie 1966/67, ale tak jak poprzednim razem klub nie utrzymał się w lidze. Potem przez dłuższy czas klub występował w trzeciej lub czwartej lidze. W latach 1990–1997 po fuzji z SV Groß Viktoria klub nazywał się FAC Viktoria Wien. W 2004 do klubu dołączył FK Old Formation-RAG Feibra, po czym nazwa została zmieniona na Florisdorfer AC-OFR. W 2007 roku po fuzji z Polizeisportvereinigung Wien zmienił nazwę na  FAC Team für Wien. W sezonie 2013/14 zespół zwyciężył w Regionalliga Ost (D3) i wrócił do Erste Liga. Po awansie klub przywrócił historyczną nazwę Floridsdorfer AC.

## Barwy klubowe, strój
|  |  |

Klub ma barwy niebiesko-białe. Zawodnicy domowe spotkania zazwyczaj grają w niebieskich koszulkach, niebieskich spodenkach oraz niebieskich getrach.

## Sukcesy

### Trofea międzynarodowe
Nie uczestniczył w rozgrywkach europejskich (stan na 31-05-2019).

### Trofea krajowe
| \| \| Zdobyte trofea w rozgrywkach Austrii (stan na: 31-05-2019) \| |                                                            |      |                                                               |
| Rozgrywki                                                           | Osiągnięcie                                                | Razy | Sezon(y)                                                      |
| · Mistrzostwo                                                       | I miejsce                                                  | 1    | 1917/18                                                       |
| · Mistrzostwo                                                       | II miejsce                                                 | 3    | 1915/16, 1916/17, 1943/44                                     |
| · Mistrzostwo                                                       | III miejsce                                                | 1    | 1942/43                                                       |
| Puchar                                                              | zdobywca                                                   | 0    |                                                               |
| Puchar                                                              | finalista                                                  | 0    |                                                               |
| Puchar                                                              | półfinalista                                               | 7    | 1918/19, 1920/21, 1925/26, 1927/28, 1932/33, 1933/34, 1945/46 |
| II liga                                                             | I miejsce                                                  | 1    | 1924/25                                                       |
| II liga                                                             | II miejsce                                                 | 2    | 1923/24, 1938/39                                              |
| II liga                                                             | III miejsce                                                | 0    | 1939/40                                                       |
| Austria                                                             | Zdobyte trofea w rozgrywkach Austrii (stan na: 31-05-2019) |      |                                                               |

- Wiener Stadtliga/Regionalliga Ost (D3):
  - mistrz (2x): 1958/59, 2013/14
  - wicemistrz (12x): 1961/62, 1962/63, 1968/69, 1969/70, 1973/74, 1975/76, 1976/77, 1979/80, 2000/01, 2001/02, 2002/03, 2007/08
  - 3.miejsce (6x): 1965/66, 1974/75, 1985/86, 1987/88, 1999/00, 2012/13

## Poszczególne sezony

### Rozgrywki międzynarodowe

#### Europejskie puchary
Nie uczestniczył w rozgrywkach europejskich.

### Rozgrywki krajowe
| \| Austria \| Bilans występów klubu w rozgrywkach piłkarskich Austrii (Stan na 31 maja 2019 r.) \| \| | |        |       |   |   |   |    |    |     |                                                                  |        |        |      |
| Poziom                                                                                                | Rozgrywki | Sezony | Mecze | Z | R | P | B+ | B– | Pkt | Lata                                                             | Awanse | Spadki | Naj. |
| I | Erste Klasse/ I. Liga/ Nationalliga/ Gauliga Ostmark/ Gauliga Donau-Alpenland/ Liga/ 1. Klasse/ Staatsliga A                  | 39     |       |   |   |   |    |    |     | 1911–1923, 1925–1938, 1940–1954                                  | 0      | 3      | 1    |
| II | 2. Klasse Nord/ II. Liga/ Bezirksklasse Wien B/ 1. Klasse Wien, Gruppe B/ Staatsliga B/ Regionalliga Ost/ Erste Liga/ 2. Liga | 13     |       |   |   |   |    |    |     | 1923–1925, 1938–1940, 1954–1956, 1959/60, 1966/67, od 2014       | 2      | 3      | 1    |
| III                                                                                                   | Wiener Stadtliga/ Regionalliga Ost                                                                                            | 50     |       |   |   |   |    |    |     | 1956–1959, 1960–1966, 1967–1989, 1991–1996, 1997–2004, 2007–2014 | 3      | 4      | 1    |
| IV | Wiener Stadtliga/ Admiral Wiener Stadtliga                                                                                    | 6      |       |   |   |   |    |    |     | 1989/90, 1990/91, 1996/97, 2004–2007                             | 4      | 0      | 1    |
| | Puchar Austrii | ?      |       |   |   |   |    |    |     | od 1915                                                          | 0      | 0      | 1/2  |
| Austria                                                                                               | Bilans występów klubu w rozgrywkach piłkarskich Austrii (Stan na 31 maja 2019 r.)                                             |        |       |   |   |   |    |    |     |                                                                  |        |        |      |

## Struktura klubu

### Stadion
Klub piłkarski rozgrywa swoje mecze domowe na stadionie FAC-Platz w Wiedniu, który może pomieścić 3 000 widzów.

### Inne sekcje
Klub prowadzi drużyny dla dzieci i młodzieży w każdym wieku. Również funkcjonuje druga drużyna Floridsdorfer AC II.

## Kibice i rywalizacja z innymi klubami

### Rywalizacja
Największymi rywalami klubu są inne zespoły z miasta.

### Derby
- Austria Wiedeń
- First Vienna FC 1894
- ASV Hertha Wiedeń
- Rapid Wiedeń
- SC Rudolfshügel
- 1. Simmeringer SC
- Vienna Cricket&FC
- Wiener SC
- Wiener AF
- Wiener AC